# Station Dęba Opoczyńska
Station Dęba Opoczyńska is een spoorwegstation in de Poolse plaats Dęba.